# Google Search Console
Google Search Console è un servizio web fornito da Google che permette ai webmaster di controllare lo stato di indicizzazione su Google Search e gli aspetti SEO dei loro siti web, fornendo vari dati relativi al traffico organico proveniente da ricerca Google (pagine web, immagini, video, ecc).
Fino al 20 maggio 2015, il servizio era denominato Google Webmaster Tools. In gennaio 2018, Google ha introdotto una nuova versione della Search Console, con variazioni nell'interfaccia utente. In settembre 2019, i vecchi Report della Search Console sono stati rimossi. In Aprile 2021 è stata introdotta la nuova sezione "Page Experience", con lo scopo di migliorare i Core Web Vitals (LCP, FID, CLS), sicurezza (uso di HTTPS) ed evitare banner e annunci pubblicitari intrusivi; la sezione è suddisiva nella parte desktop e quella mobile.

## Caratteristiche
Il servizio include queste funzionalità:
- inviare la sitemap del sito web.
- Controllare le statistiche degli accessi di Googlebot, dati tecnici come numero totale, dimensioni byte, tempo per il caricamento, codici di stato HTTP.[senza fonte]
- Tramite il file robots.txt controllare le pagine bloccate accidentalmente dal file stesso e le statistiche di copertura[5]
- elencare i link al sito web delle pagine sia interne che esterne.
- elencare la lista delle pagine che Googlebot ha difficoltà a scansionare, inclusi gli errori.
- elencare le keyword cercate tramite Google nella SERP, clic totali, visualizzazioni totali (impression), e la media del CTR, per le diverse pagine del sito.[6]
- impostare un dominio preferito (example.com piuttosto che www.example.com), per stabilire come il sito web viene mostrato nella SERP.
- gestione dei dati strutturati (Schema.org) usati per arricchire l'anteprima delle pagine web.[7]
- ricevere notifiche da Google per le "azioni manuali" (penalizzazioni).[8][9]
- fornire accesso ad API per l'aggiunta e gestione dello stato del crawler (un'alternativa per sottoporre manualmente una pagina a scansione).[10]
- report di eventuali problemi di sicurezza (sito hackerato o attacchi malware).
- aggiungere o rimuovere alla proprietà nuovi utenti per la gestione.
- la sezione AMP (Accelerated Mobile Pages) con i dati (se presenti) relativi alle pagine create con questa tecnologia proprietaria di Google.[11]
- il Tool "Controlla URL" consente di visualizzare lo stato attuale di indicizzazione, eventuali problemi tecnici e l'ultimo accesso del crawler.[12]